# 高額叉尾帶魚
高額叉尾帶魚，为輻鰭魚綱鱸形目鯖亞目带鱼科的其中一種。發現於西大西洋，從加拿大至巴西南部海域，棲息深度100-500公尺，本魚體銀色，側線深色;鰓腔黑色，背鰭軟條52-58枚，臀鰭軟條98-107枚，體長可達66公分。

## 扩展阅读
維基物種上的相關：高額叉尾帶魚